# Orodes (agorânomo)
Orodes (em parta: wrwd; romaniz.: Wīrōδ; em persa médio: Wīrōy; em grego clássico: Ουορωδ; romaniz.: Ouorod) foi um oficial sassânida do século III, ativo durante o reinado do xainxá Sapor I (r. 240–270). 

## Nome
Orodes (Ὀρώδης, Orōdēs) é a forma grega do iraniano médio Verode / Urude (em parta: 𐭅𐭓𐭅𐭃, Wērōd/Urūd). Sua etimologia é disputada, mas foi proposto que tenha se originado no iraniano antigo *Hurauda, "de forma acentuada". Foi registrado em persa médio como Viroi (Wīrōy), em parta como Virode (Wīrōδ), em persa novo como Viru (ویرو) e em armênio como Vorote (Վորոթ, Vorot’).

## Vida
Orodes é conhecido apenas a partir da inscrição Feitos do Divino Sapor segundo a qual era mestre dos mercados: vazarbede (wāzārbed) em persa e parta e agorânomo em grego. Aparece numa lista de dignitários da corte e está classificado na quinquagésima oitava posição dentre os 67 dignitários. Se supõe que talvez fosse eunuco a julgar por sua posição.